# Bobigny – Pantin – Raymond Queneau
Bobigny - Pantin - Raymond Queneau – stacja linii nr 5 metra  w Paryżu. Stacja znajduje się w gminach Bobigny i Pantin.  Została otwarta 25 kwietnia 1985 r.